# اکتاویا اسپنسر
اکتاویا لئنورا سپنسر (به انگلیسی: Octavia Lenora Spencer) (زاده ۲۵ می ۱۹۷۲) بازیگر آمریکایی است.
او برنده جایزه اسکار بهترین بازیگر نقش مکمل زن در هشتاد و چهارمین دوره جوایز اسکار برای فیلم خدمتکاران شد.

## فیلم‌شناسی
فهرست برخی از فیلم‌هایی که اکتاویا اسپنسر در آنها به ایفای نقش پرداخته است:
- خدمتکاران
- کاغذ سمی مگس کش
- برف‌شکن
- سنت‌شکن: هم پیمان-قسمت ۱
- خانه مامان بزرگ
- مربی کارتر
- سنت‌شکن: شورشی
- سیاه یا سفید
- هالووین ۲
- برف‌شکن
- پردیس
- سوات
- نبض
- شام برای احمق‌ها
- ارقام پنهان
- استعداد
- برخیز
- پدران و دختران
- سیاه‌مست
- شکل آب
- دختر شایسته اخلاق ۲
- هرگز بوسیده نشده
- دولیتل
- به پیش
- جادوگران
- نیروی تندر
- سالن زیبایی
- رتبه‌های نه
- برنده یک قرار با تاد همیلتون!
- شما اهل کدام سیاره هستید؟
- شهر کوچک شنبه‌شب
- چهار سگ در حال بازی پوکر
- باکره آمریکایی
- مردم زیبا و زشت
- گیلی هاپکینز بزرگ